# Animación de Corea del Norte
La animación en Corea del Norte comenzó en 1948 y desde entonces ha sido una industria en crecimiento. Antes de la guerra de Corea, el estudio de animación de Pionyang abrió sus puertas en 1948. Ese mismo año, la región norte del paralelo 38 se convirtió en una república comunista. Desde 1948 hasta la década de 1980, el estudio de animación de Pionyang produjo más de doscientas películas.
Aparte de las producciones locales, los estudios SEK (principal productor de animación de Corea del Norte) ha prestado servicios de animación para clientes extranjeros en Italia, España, Francia, China, Rusia, Japón e indirectamente para los Estados Unidos. En 2003, en SEK trabajaban 1.500 artistas, convirtiéndose en uno de los estudios de animación más grandes del mundo.

## Historia

### Fundando un estudio de animación
Desde los primeros años, la animación se ha considerado una herramienta de propaganda en Corea del Norte y ha sido apoyada por el Estado. Incluso se ha informado de que Kim Jong-il era fan del Pato Lucas. El estudio estatal ha trabajado en producciones locales y colaborado con estudios extranjeros.
A mediados de la década de 1950, la RPDC envió a jóvenes a Checoslovaquia para aprender técnicas de animación. En septiembre de 1957, se fundó el Estudio de Animación Coreano 26 de Abril (조선4·26만화영화촬영소), llamado así en honor a la fecha en la que se creó el Ejército Popular de Corea. Más tarde se convertiría en los Estudios SEK, la única unidad de producción de animación de Corea del Norte. Muchos de los primeros dibujos animados coreanos se produjeron con la lucha militar como tema principal, y se educó a los niños para que creyeran en la defensa de su país, especialmente de Estados Unidos como enemigo número uno. Por ejemplo, en Soldados Valientes, producido en los años 70, los norcoreanos eran representados como valientes ardillas, erizos, patos y otros animales pequeños, mientras que enemigos como ratas, comadrejas, lobos y zorros representaban a Corea del Sur y Estados Unidos, que apoyaban a Corea del Sur entre bastidores.
En la década de 1990, Corea del Norte se involucró en la producción de animación globalizada, y el primer paso de la animación norcoreana para ampliar su negocio en el extranjero comenzó en 1985 con una rama de olivo que le tendió Francia. La barata mano de obra nacional de Corea del Norte es lo que la convierte en una ventaja para convertirse en una fundición de animación mundial, y el director del Estudios SEK, Koh Young-chul, afirma que han completado más de 250 películas de animación subcontratadas para empresas de animación de varios países, como Transformers, El Rey León, Pocahontas y Pinocho, así como El soldadito Zhang Ga y Romance de los tres reinos, que se completaron en colaboración con China.
En la actualidad, los principales aspectos de producción de la subcontratación de animación de Corea del Norte se basan en aspectos puramente técnicos como la pintura y el coloreado, mientras que aspectos como el guion, la conceptualización e incluso la producción de fotogramas clave siguen procediendo de países desarrollados como Estados Unidos y Europa.

### Colaboración internacional
En la década de 1980, el estudio empleaba a unos 600 trabajadores y 20 directores de animación.
Como resultado de la Política del Sol de Kim Dae-jung, entre 2003 y 2005, animadores norcoreanos colaboraron con la productora surcoreana Iconix. En 2005, Empress Chung se convirtió en la primera animación en colaboración entre Corea del Sur y Corea del Norte a través del animador coreano Nelson Shin.
La subcontratación de trabajos internacionales se interrumpió en 2008 por cuestiones políticas. El presidente conservador surcoreano Lee Myung-bak puso fin a la Política del Sol, lo que impidió la colaboración entre empresas norcoreanas. Desde 2009, la colaboración más visible de los estudios norcoreanos es con empresas chinas. En 2014, SEK participó en la Exposición Internacional de Animación de Shijiazhuang.
En 2024, una filtración de un servidor reveló que el estudio norcoreano SEK había trabajado en dibujos animados estadounidenses como Invencible e Iyanu: Child of Wonder, a pesar de que las sanciones estadounidenses contra Corea del Norte ilegalizaban este tipo de trabajos.

## Obras destacadas
- Boy general
- Perro mapache inteligente
- El gran libro de la naturaleza
- Soldados Valientes (Ardilla y Erizo)